# Secretaria Extraordinária para Transformação do Estado
A Secretaria Extraordinária para Transformação do Estado anteriormente denominada Secretaria Especial de Modernização do Estado (SEME) é um dos órgãos específicos singulares que compõem a estrutura do Ministério da Gestão e da Inovação em Serviços Públicos. 
O Ministério da Gestão e da Inovação em Serviços Públicos teve sua estrutura e competências formuladas nos primeiros dias do 3º governo Presidente Lula. Em decreto publicado no dia 1 de janeiro de 2023, oficializaram-se as mudanças, entre as quais a transformação da antiga Secretaria Especial de Modernização do Estado da Secretaria-Geral da Presidência da República

## História
/A Secretaria Especial de Modernização do Estado foi criada a partir dos estudos realizados pelo Grupo Técnico da temática Modernização do Estado, uma das unidades integrantes do Gabinete de Transição Governamental do presidente Jair Messias Bolsonaro.
À frente da SEME, está o Secretário Especial de Modernização do Estado, cargo ocupado atualmente por José Ricardo de Freitas Martins da Veiga, que substituiu Marcia Luiza de Amorim Oliveira, primeira a chefiar a pasta e uma das responsáveis por sua criação.

### Estrutura
A Secretaria Especial de Modernização do Estado foi organizada em três secretarias, com atuação e competências interdependentes entre si:
À Secretaria de Pesquisa e Desenvolvimento servia para elaboraração de estudos e projetos de modernização do Estado.
À Secretaria de Articulação servia para estabelecer relações de comunicação, sobre políticas públicas, parcerias e investimentos com organizações dos setores público e privado voltados para a modernização do Estado.
À Secretaria de Gestão de Resultados servia para fazer a gestão de projetos, monitorar os resultados e o desenvolvimento de programas e planos da Secretaria Especial, incluindo o programa “Bem Mais Simples”.

## Atribuições
Conforme determinado pelo Decreto nº 9.670, de 2 de janeiro de 2019, à Secretaria Especial de Modernização do Estado compete:
1)Promover e coordenar estudos e discussões sobre a transformação do Estado, por meio de medidas sobre organização administrativa, servidores, empregados, tecnologia e prestação de serviços públicos;
2)Prospectar, propor e coordenar projetos e iniciativas destinados à simplificação administrativa, à eficiência, à efetividade da prestação dos serviços públicos e à ampliação das capacidade estatal;
3)Propor, em articulação com a Secretaria de Gestão de Pessoas e Relações de Trabalho:
- o aperfeiçoamento das normas que tratam de reserva de vagas em concursos públicos para negros, indígenas, pessoas com deficiência ou outros grupos sociais sub representados em cargos públicos efetivos no âmbito da administração pública federal direta e indireta; e

- o aperfeiçoamento de critérios de seleção, capacitação, reestruturação de carreiras e de avaliação por meio de entregas e resultados de servidores da administração pública federal direta, autárquica e fundacional;

4)Propor, em articulação com a Secretaria de Gestão:
- critérios de ocupação de cargos em comissão e funções de confiança, incluídos os requisitos voltados à representatividade de mulheres, negros, indígenas, pessoas com deficiência e outros grupos sociais com acesso restrito a cargos diretivos, especialmente os de mais alta direção; e

- modelos, mecanismos, processos e procedimentos para aquisição, contratação, alienação e gestão centralizadas de bens e serviços pelos órgãos e entidades do Poder Executivo federal;

5)Propor políticas para ampliação da capacidade estatal da administração pública federal, haja vista a ampliação da participação social, da igualdade de gênero, étnica e racial, da proteção dos direitos humanos e do enfrentamento de desigualdades sociais e regionais;
6)Promover e coordenar, em articulação com a Secretaria de Governo Digital, novas maneiras de prestação de serviços públicos;
7)Propor, em articulação com a Secretaria de Gestão do Patrimônio da União, medidas para integrar a Política Nacional de Gestão do Patrimônio da União com as políticas públicas destinadas ao desenvolvimento regional sustentável; e
8)Coordenar instância colegiada consultiva a ser instituída, no âmbito do Ministério, integrada por representantes do governo federal e da sociedade civil, com o objetivo de discutir e propor medidas relacionadas às demais atribuições.